# Martín Cáceres
Artikeln följer den spanska namnseden; faderns efternamn är Cáceres och moderns efternamn Silva.
José Martín Cáceres Silva, född 7 april 1987 i Montevideo, är en uruguayansk fotbollsspelare som spelar för Libertad. Han har även representerat det uruguayanska landslaget.

## Spelarkarriär
Cáceres har en defensiv roll, och spelar som försvarare, främst som ytterback. Han är en kvick spelare, känd för sin kämparanda och goda brytningsförmåga. 2010 deltog Cáceres i VM i Sydafrika, för Uruguays herrlandslag. Han hade under sin tid i Juventus stora skadeproblem vilket gjorde att klubben valde att inte förlänga kontraktet med Cáceres. Den 27 augusti 2010 skrev han på ett lånekontrakt för Sevilla FC med en utköptsumma på €5 miljoner.
Den 29 januari 2019 lånades Cáceres ut till Juventus på ett låneavtal över resten av säsongen 2018/2019. Det blev hans tredje sejour i klubben. Den 30 augusti 2019 värvades Cáceres av Fiorentina. Den 1 juli 2021 meddelade Fiorentina att Cáceres lämnade klubben i samband med att hans kontrakt gick ut. Den 1 september 2021 gick Cáceres på fri transfer till Cagliari, där han skrev på ett ettårskontrakt. Den 30 januari 2022 gick Cáceres på fri transfer till Levante, där han skrev på ett kontrakt över resten av säsongen 2021/2022 med option att förlänga.
Den 24 augusti 2022 värvades Cáceres av Major League Soccer-klubben Los Angeles Galaxy, där han skrev på ett kontrakt över resten av säsongen med option för ytterligare ett år. I februari 2025 värvades Cáceres av paraguayanska Libertad, där han skrev på ett kontrakt över resten av året.

### Klubbstatistik
| Klubb                                                    | Säsong            | Inhemsk liga      | Inhemsk liga | Inhemsk liga | Nat. täv. | Nat. täv. | Internat. täv. | Internat. täv. | Totalt | Totalt |
| Klubb                                                    | Säsong            | Serie             | SM           | Mål          | SM        | Mål       | SM             | Mål            | SM     | Mål    |
| -------------------------------------------------------- | ----------------- | ----------------- | ------------ | ------------ | --------- | --------- | -------------- | -------------- | ------ | ------ |
| Defensor Sporting                                        | 2005–06           | 1a División       | 2            | 0            | 0         | 0         | 0              | 0              | 2      | 0      |
| Defensor Sporting                                        | 2006–07           | 1a División       | 24           | 4            | 0         | 0         | 0              | 0              | 24     | 4      |
| Defensor Sporting                                        | Totalt i klubblag | Totalt i klubblag | 26           | 4            | 0         | 0         | 0              | 0              | 26     | 4      |
| Recreativo                                               | 2007–08           | La Liga           | 34           | 2            | 2         | 1         | 0              | 0              | 36     | 3      |
| Recreativo                                               | Totalt i klubblag | Totalt i klubblag | 34           | 2            | 2         | 1         | 0              | 0              | 36     | 3      |
| Barcelona                                                | 2008–09           | La Liga           | 13           | 0            | 7         | 0         | 3              | 0              | 23     | 0      |
| Barcelona                                                | Totalt i klubblag | Totalt i klubblag | 13           | 0            | 7         | 0         | 3              | 0              | 23     | 0      |
| Juventus                                                 | 2009–10           | La Liga           | 15           | 1            | 1         | 0         | 5              | 0              | 21     | 1      |
| Juventus                                                 | Totalt i klubblag | Totalt i klubblag | 15           | 1            | 1         | 0         | 5              | 0              | 21     | 1      |
| Sevilla                                                  | 2010–11           | La Liga           | 25           | 1            | 5         | 0         | 7              | 0              | 37     | 1      |
| Sevilla                                                  | 2010–11           | La Liga           | 14           | 1            | 4         | 0         | 0              | 0              | 18     | 1      |
| Sevilla                                                  | Totalt i klubblag | Totalt i klubblag | 39           | 2            | 9         | 0         | 7              | 0              | 55     | 2      |
| Juventus                                                 | 2011–12           | Serie A           | 11           | 1            | 3         | 2         | 0              | 0              | 14     | 3      |
| Juventus                                                 | 2012–13           | Serie A           | 18           | 1            | 2         | 0         | 2              | 0              | 22     | 1      |
| Juventus                                                 | 2013–14           | Serie A           | 17           | 0            | 1         | 1         | 11             | 0              | 29     | 1      |
| Juventus                                                 | 2014–15           | Serie A           | 10           | 1            | 2         | 0         | 2              | 0              | 14     | 1      |
| Juventus                                                 | 2015–16           | Serie A           | 6            | 0            | 2         | 0         | 0              | 0              | 8      | 0      |
| Juventus                                                 | Totalt i klubblag | Totalt i klubblag | 62           | 3            | 10        | 3         | 15             | 0              | 87     | 6      |
| Antal matcher och mål är korrekt per den 3 februari 2016 |                   |                   |              |              |           |           |                |                |        |        |

## Meriter

### Klubb
- FC Barcelona
  - UEFA Champions League: 2008/2009
  - La Liga: 2008/2009
  - Copa del Rey: 2008/2009

- Juventus FC
  - Serie A: 2011/2012, 2012/2013, 2013/2014, 2014/2015
  - Supercoppa italiana: 2012, 2013, 2015
  - Coppa Italia: 2014/2015

### Landslag
- Uruguay
  - Copa América: 2011